# Witold Lutosławski
Witold Roman Lutosławski, poljski skladatelj, pianist in dirigent, * 25. januar 1913, Varšava, † 7. februar 1994, Varšava. 
Lutosławski je eden največjih skladateljev 20. stoletja. Glasbo je študiral v rojstnem mestu, nameravano izpopolnjevanje v Parizu pa mu je preprečila vojna, ki mu je prinesla služenje v vojski in ujetništvo v Nemčiji. Iz ujetništva je pobegnil v Varšavo in se skozi hude čase prebil tako, da je igral klavir po nočnih lokalih (tudi kasneje je pod psevdonimom Derwid napisal vrsto aranžmajev zabavne glasbe). Po vojni mu je stalinistični režim delal težave. Njegovo Prvo simfonijo so uradno razglasili za primer formalistične dekadence in nekaj let je pisal le še glasbo za otroke. Mednarodno slavo je Lutosławskemu leta 1958 prinesla Žalna glasba, napisana v spomin Bele Bartoka, ki je najbolj vplival na  njegovo zgodnje ustvarjanje. V zgodnjih šestdesetih letih je razvil svoj posebni glasbeni stil, ki izkorišča napetosti med strogo določenimi in izpisanimi glasbenimi idejami in različnimi stopnjami aleatorike. Lutosławski je močno vplival tudi na slovensko modernistično glasbo, saj so se po njem zgledovali mnogi slovenski skladatelji.